# Simay Gergely
Simay Gergely (Szamosújvár, 1823. július 2. – Kolozsvár, 1909. január 28.) királyi tanácsos, törvényszéki elnök, az örménység kutatója (armenológus).

## Életpályája
Az erdélyi örmény nemesi Simay családból származik.  
Eredeti örmény név: Simávon.  Szülei: Simay János (1797–1868) és Bogdánffy Veronika voltak. A marosvásárhelyi ítélőtáblán volt joggyakornok, majd ügyvédi vizsgát tett. Részt vett az 1847-es kolozsvári országgyűlésen. 1848-ban Szamosújvárt képviselte az országgyűlésben. 1861-ben Szamosújvár polgármestere lett. 1863-ban a nagyszebeni tartománygyűlés mandátumát szerezte meg. 1865–1868 között, valamint 1869–1872 között és 1875–1878 között a pesti országgyűlésben volt képviselő. Az 1868-os országgyűlésen az örmény katolikus vallás egyenjogúságát harcolta ki. 1874-ben törvényszéki elnök lett Szamosújváron. 1878-ban nyugdíjba vonult; királyi tanácsosi címet kapott. 
Számos örmény versfordítása jelent meg a Budapesti Szemlében és az Armenia című folyóiratban.